# Futabasaurus suzukii
Il futabasauro (Futabasaurus suzukii) era un rettile marino preistorico, appartenente ai plesiosauri. Visse nel Cretaceo superiore (Santoniano, circa 85 milioni di anni fa), e i suoi resti fossili sono stati ritrovati in Giappone. È il primo elasmosauride ritrovato in Giappone.

## Descrizione
Questo rettile marino era dotato, come tutti i plesiosauri, di un collo eccezionalmente allungato, di un corpo piuttosto schiacciato e di zampe trasformate in pinne per fendere l'acqua. Le dimensioni erano medio - grandi per un plesiosauro: doveva raggiungere i 7 metri di lunghezza e le 3-4 tonnellate di peso. Tra le caratteristiche che lo distinguono a livello generico, sono da ricordare la fusione tra interclavicole e clavicole, un muso piuttosto allungato, un omero abbastanza lungo e uno snello femore. Come tutte le forme simili (elasmosauridi), anche Futabasaurus era dotato di lunghi denti acuminati. 

## Classificazione

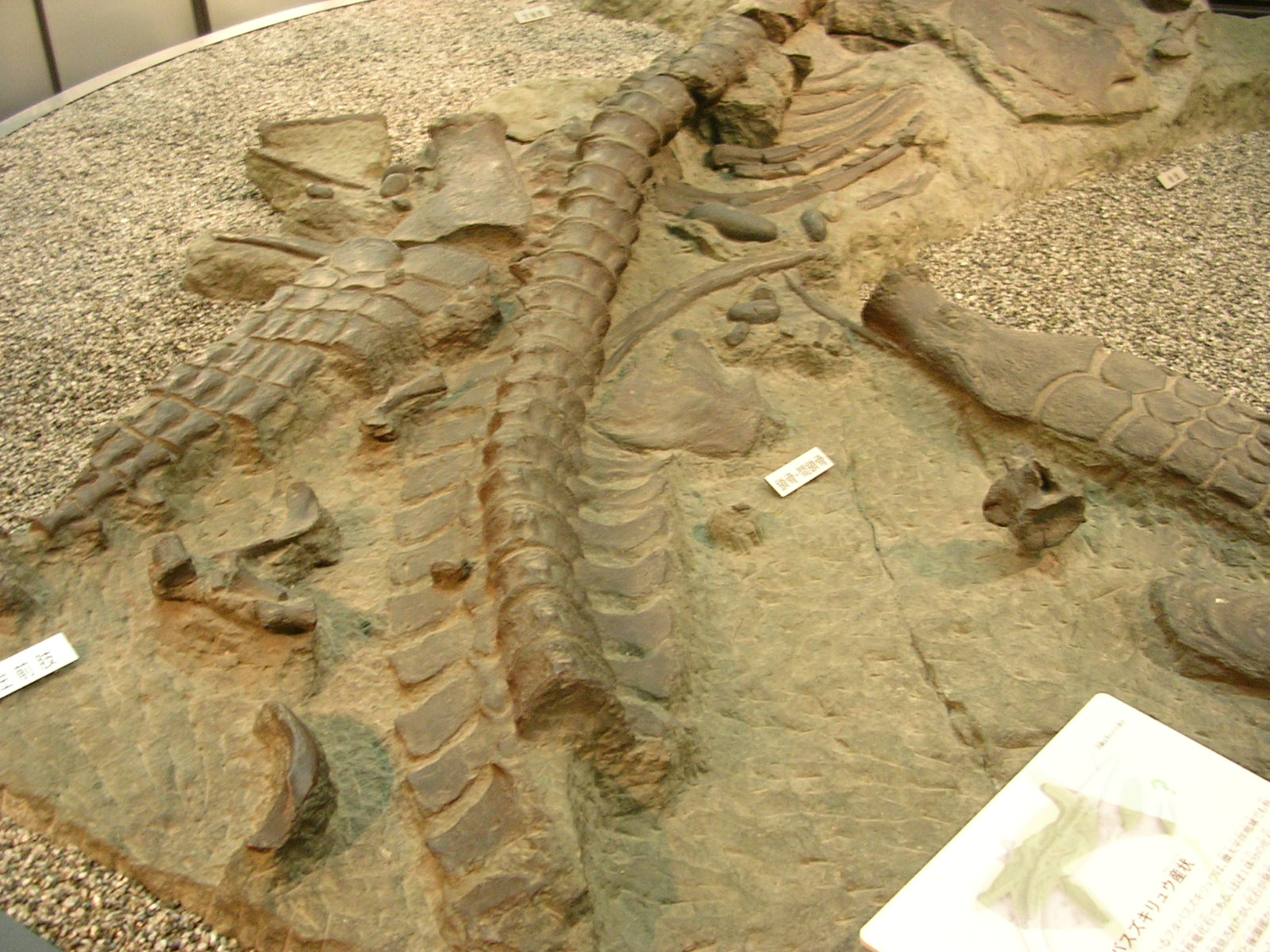
Fossili di Futabasaurus suzukii

Futabasaurus è stato descritto per la prima volta nel 2006, sulla base di resti ben conservati ritrovati dallo studente Tadashi Suzuki nella prefettura di Fukushima in Giappone. I fossili provengono dall'Irimazawa Member della formazione Tamayama, nel gruppo Futaba. È considerato un tipico rappresentante degli elasmosauridi, una famiglia di plesiosauri dotati di colli eccezionalmente lunghi, caratteristici del Cretaceo americano. Futabasaurus è stato il primo elasmosauro scoperto in Giappone. 

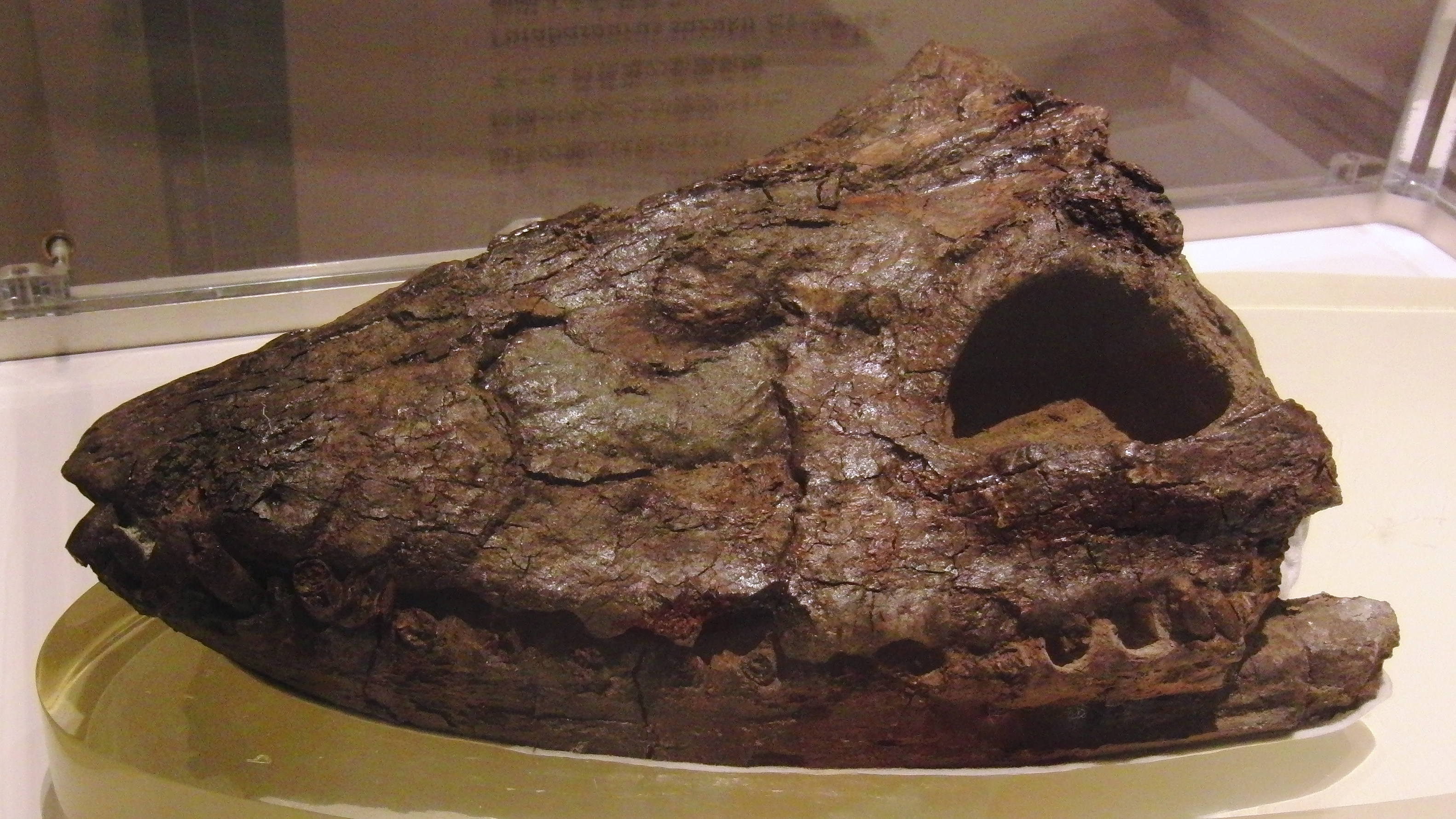
Cranio e mandibola di Futabasaurus suzukii

Il nome "Futabasaurus" era stato utilizzato non ufficialmente per descrivere alcuni resti frammentari di un dinosauro teropode, anch'esso proveniente dal Cretaceo superiore del Giappone. Tuttavia, dal momento di questo animale non esiste alcuna descrizione formale, il dinosauro "Futabasaurus" è rimasto un nomen nudum.

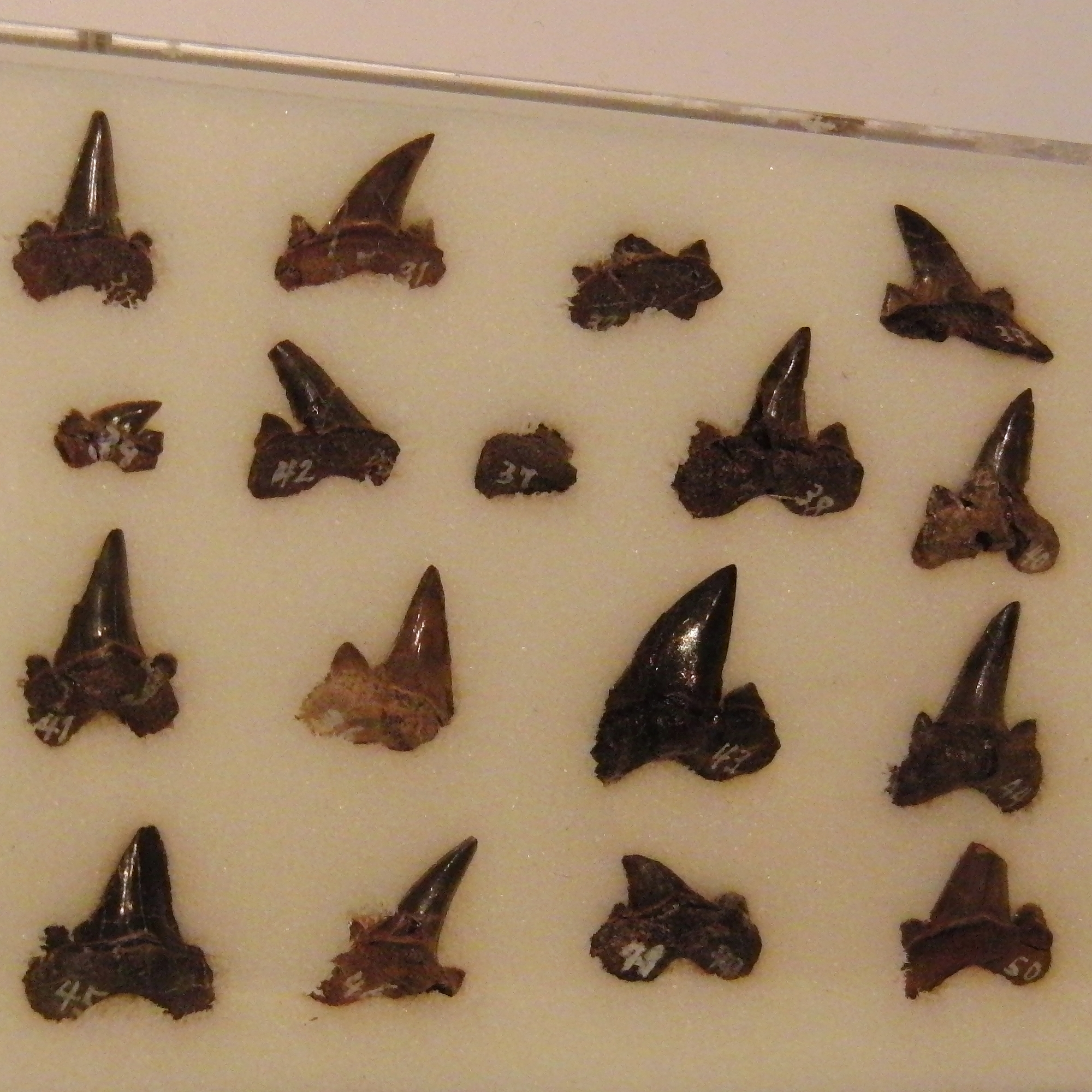
Denti fossile di uno squalo (Cretolamna sp.) ritrovati con Futabasaurus suzukii. Esposizione del Museo Nazionale della Scienza.